# Anders Stråle
Anders Stråle af Sjöared, död 1649, var en svensk godsägare.

## Biografi
Stråle var son till fogden Peder Stråle af Sjöared och Anna Eriksdotter. Vid Riksdagen 1633 fick Stråle i uppdrag att följa kung Gustaf II Adolfs kropp. Han skänkte 1648 en predikstol och orgelläktare till Åsbo kyrka. Stråle avled 1649 och begravdes i Åsbo kyrka.
Stråle ägde gården Näs i Åsbo socken.

### Familj
Stråle gifte sig 3 februari 1633 på Sjöared med Brita Gustafsdotter Rutencrantz och hon fick i morgongåva. Hon var dotter hertig Gustav av Sachsen-Engern-Westfalen och Anna Lillie af Ökna. Brita Gustafsdotter Rutencrantz var änka efter löjtnanten Peder Kåse. Stråle och Rutencrantz fick tillsammans barnen löjtnant Gustaf Stråle (1633–1674), Ebba Stråle (1635– som var gift med löjtnanten Hillebrand von Hillebrand vid Skånska infanteriregementet, Johan  Stråle (född 1637), Per Stråle (1638–1698), Christoffer Stråle (1641–1685), Brita Stråle (född 1642), Christina Stråle (född 1643) som var gift med löjtnanten Johan Habriel Grönfelt, överstelöjtnanten Magnus Stråle (1646–1708) och löjtnant Carl Stråle (1646–1724).
Rutencrantz var dotter till Gustaf Rutencrantz och Christina Månesköld af Seglinge. I morgongåva fick hon Moshults säteri med Prässbo rå och rörshemman i Gällaryds socken, Jönköpings län. Stråle sålde dessa 3 augusti 1640.